# Afrerasee
Der Afrerasee (Afrera YeCh'ew Hayk' ) ist ein Salzsee von 100 km² Größe im Norden Äthiopiens. Er ist neben dem Karumsee und dem Bakilisee einer der drei Salzseen in der Region Afar. In seiner südlichen Hälfte liegt eine Insel namens Afrera Deset. Diese ist die niedrigstgelegene Insel, sie liegt 103 m unter dem Meeresspiegel.

## Beschreibung
Der See liegt in der heißen und extrem trockenen Danakilsenke 102 Meter unter Null. Er ist 30 km lang und 7 km breit. In der Mitte ist er stark eingeschnürt. Hier befindet sich auf der Ostseite der Vulkan Borawli. 

## Geschichte
Der See ist auch unter dem Namen Lago Giulietti bekannt. Der italienische Afrikaforscher Raimondo Franchetti, der ihn 1929 erreichte und als Erster von ihm berichtete, benannte ihn nach seinem Landsmann und Geographen Giuseppe Maria Giulietti, der von Angehörigen der Afar in einem Dorf nahe dem See getötet worden war.

## Nutzung
Am See wurde über Jahrhunderte Steinsalz (Halit) abgebaut. Ein äthiopisches Unternehmen hat die Existenz von 290 Millionen Tonnen Salz allein am Afrerasee festgestellt. Gegenwärtig pumpen einige lokale Unternehmen Salzlauge in künstlich angelegte Teiche. Dort wird das trockene Salz zu Blöcken gebrochen und ins äthiopische Hochland transportiert. Dies geschieht auf der ersten Teilstrecke noch großteils mit Kamelkarawanen. Die an den Danakil-Seen gewonnenen Salzbarren waren jahrhundertelang Nahrungsmittel und Salzgeld (Amole) zugleich.